# Giuseppe Fali

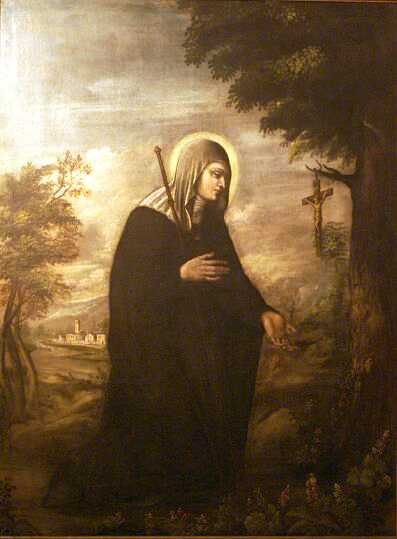
Giuseppe Fali, Sant'Angela Merici pellegrina

Giuseppe Fali (Falli) (Brescia, 1697 – 1772) è stato un pittore italiano.

## Biografia
Pittore bresciano,  nacque nel 1697 e ricevette la sua prima formazione pittorica da Giovanni Giuseppe del Sole (1654-1719), pittore e incisore, a Bologna.
Per molte sue opere si è ispirato al tardo barocco di Antonio Cifrondi  e trasse ispirazione dal bolognese Giuseppe Maria Crespi.
Nella pittura sacra ebbe molta influenza su di lui Giacomo Ceruti, detto il Pitocchetto, per il suo modo di rappresentare i contadini e i diseredati.

## Opere
- Noli me tangere, nella chiesa di Santa Maria dei Miracoli a Brescia
- San Giuseppe da Leonessa salvato dal martirio, nella chiesa di San Michele e convento di Trenzano (Bs)
- Gesù nell'orto degli ulivi, nella chiesa di San Francesco d'Assisi a Brescia
- Andata al Calvario, nella chiesa di San Francesco d'Assisi a Brescia
- Battesimo di Cristo, nella chiesa parrocchiale di Santo Stefano a Bedizzole (Bs)
- I 12 Apostoli, nella chiesa prepositurale di Sant'Erasmo a Castel Goffredo (Mn)[1]
- Mosè salvato dalle acque, nella chiesa prepositurale di Sant'Erasmo a Castel Goffredo (Mn)
- Mosè fa scaturire l'acqua dalla roccia, nella chiesa prepositurale di Sant'Erasmo a Castel Goffredo (Mn)
- Sant'Angela Merici pellegrina, al Museo del Centro Mericiano di Brescia
- Messa di Sant'Apollonio, nella chiesa parrocchiale di Sant'Apollonio a Pezzaze (Bs), opera attribuita